# Zemanka (usedlost)
Zemanka je bývalá usedlost v Praze 4-Braníku, která se nachází na úbočí mezi ulicemi U Ryšánky a Na Zemance ve svahu pod Zeleným pruhem. Je chráněna jako kulturní památka České republiky.

## Historie
Vinice na místě usedlosti byla založena zřejmě již ve středověku. Po skončení válek o rakouské dědictví se pozemky poničené vinice přeměnily na pole, které držel roku 1756 Mikuláš Jan Miksa. Obnovený vinohrad na jižním svahu pod usedlostí západně od Ryšánky je zaznamenán až roku 1840. Z téže doby pochází i zemědělská usedlost na místě drobné stavby – původního viničního lisu. Areál hospodářského dvora tvořila obytná budova a zahrada.
Poprvé prošla usedlost přestavbou na přelomu 19. a 20. století, podruhé byla přestavěna po roce 1920. Z doby první přestavby pocházela pískovcová socha Panny Marie s Ježíškem umístěná v zahradě.

### Dochovalo se
V přízemí obytné budovy jsou patrné segmentové klenby.

## Okolí
Po usedlosti je nazvaná nedaleká obousměrná autobusová zastávka MHD. V blízkosti Zemanky stojí branický Zámeček Na Křížku k němuž vedou ulice Na Usedlosti a Nad Křížkem. A také tam stojí  na plochém vršku ve třech paralelních ulicích Šindelářovy "Malé domy" z První republiky.